# Bộ Phộc (攴)
Bộ Phộc, bộ thứ 66 có nghĩa là "đánh khẽ" là 1 trong 34 bộ có 4 nét trong số 214 bộ thủ Khang Hy.
Trong Từ điển Khang Hy có 296 chữ (trong số hơn 40.000) được tìm thấy chứa bộ này.

## Tự hình Bộ Phộc (攴)

Giáp cốt văn
Kim văn
Đại triện
Tiểu triện

## Chữ thuộc Bộ Phộc (攴)
| Số nét bổ sung | Chữ                                          |
| -------------- | -------------------------------------------- |
| 0              | 攴 攵                                        |
| 2              | 收 攷                                        |
| 3              | 攸 改 攺 攻 攼                               |
| 4              | 攽 放 敌                                     |
| 5              | 政 敀 敁 敂 敃 敄 故                         |
| 6              | 敆 敇 效 敉 敊 敋                            |
| 7              | 敍 敎 敏 敐 救 敒 敓 敔 敕 敖 敗 敘 教 敚 敛 |
| 8              | 敜 敝 敞 敟 敠 敡 敢 散 敤 敥 敦 敧 敨 敩 敪 |
| 9              | 敫 敬 敭 敮 敯 数                            |
| 10             | 敱 敲 敳                                     |
| 11             | 敵 敶 敷 數 敹 敺 敻                         |
| 12             | 整 敼 敽 敾 敿                               |
| 13             | 厳 斀 斁 斂                                  |
| 14             | 斃                                           |
| 15             | 斄                                           |
| 16             | 斅 斆                                        |